# Elizabeth Keifer
Elizabeth Keifer (Pacific Palisades - Los Angeles, 14 november 1961) is een Amerikaanse actrice.
Keifer is het meest bekend van haar rol als Christina Marler in de televisieserie Guiding Light waar zij in 249 afleveringen speelde.

## Biografie
Keifer werd geboren in de wijk Pacific Palisades van Los Angeles, en leerde acteren aan de Academy of Stage and Cinema Arts and Voice aan de universiteit van Californië in Los Angeles.
Keifer was van 1986 tot en met 1988 getrouwd, vanaf 1996 is zij opnieuw getrouwd waaruit zij twee kinderen heeft.

## Filmografie

### Films
Uitgezonderd korte films.
- 2010 Morning Glory – als vrouw van Jerry
- 2008 The Clique – als Judy Lyons
- 1992 Ladykiller – als Carol Longfellow
- 1989 Rising Storm – als Blaise Hart
- 1986 Dallas: The Early Years – als Cherie
- 1983 Thursday's Child – als Tina

### Televisieseries
Uitgezonderd eenmalige gastrollen.
- 2010 – 2012 Venice the Series – als Amber – 24 afl.
- 1998 – 2009 Guiding Light – als Blake Marler – 249 afl.
- 1990 Valerie – als Jennifer Swift – 2 afl.
- 1984 – 1988 One Life to Live – als Connie O'Neill Vernon – 7 afl.
- 1987 General Hospital – als zuster Mary Camellia McKay - 40 afl.
- 1985 Days of our Lives – als Amy Cooper - 17 afl.
- 1982 – 1983 The Young and the Restless – als Angela Lawrence – 2 afl.